# Königreich Georgien

Flagge des Königreiches Georgien

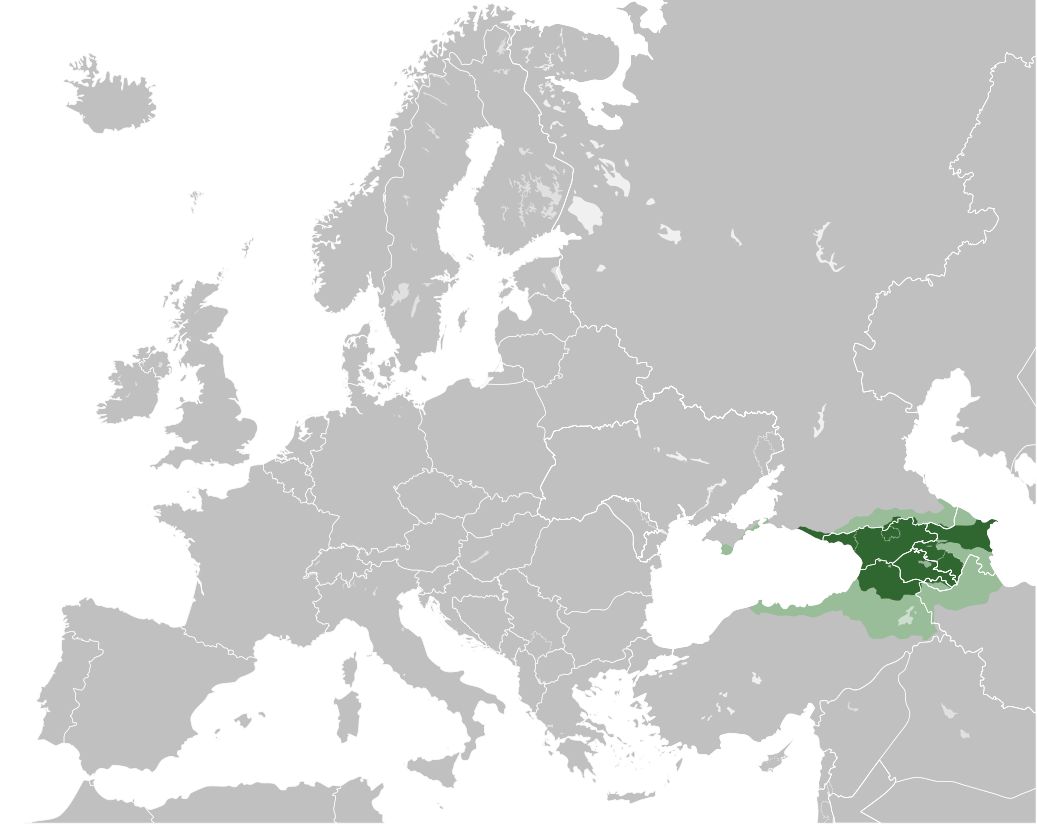
Königreich Georgien

Das Königreich Georgien war ein mittelalterlicher Staat im heutigen Georgien und darüber hinaus, der von 978 n. Chr. bis etwa 1403 n. Chr. existierte.

## Vereinigung Georgiens

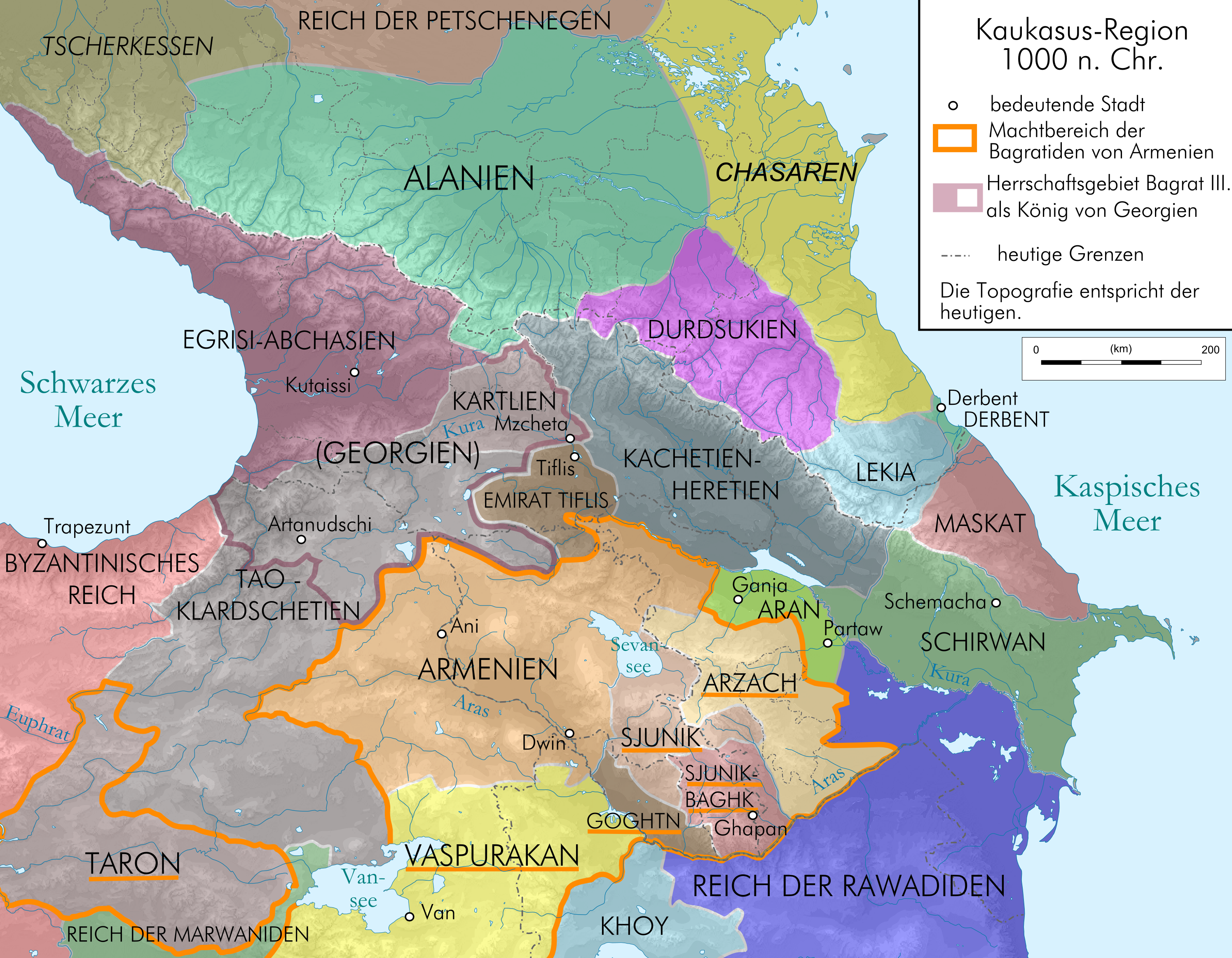
Kaukasus-Region vor dem Tod Dawits III.

Seit dem Beginn der arabischen Herrschaft waren die georgischen Herrscher bestrebt, die Einheit des Landes herzustellen. Im 10. Jahrhundert bestanden vier große georgische Staaten: Egrisi-Abchasien, Tao-Klardsheti, Kachetien und Heretien. Heretien wurde nach 970 von Kachetien erobert. Beide Königreiche wurden zu Kachetien-Heretien vereinigt. Des Weiteren existierten das Emirat von Tiflis in Niederkartlien und das Fürstentum Innerkartlien sowie weitere kleinere Fürstentümer und Emirate.
Der Besitz Innerkartliens war auf Grund seiner zentralen Lage von strategischer und von symbolischer Bedeutung, weil es den Sitz des Oberhaupts der Georgischen Kirche beherbergte. Meist wurde es von einem lokalen Fürsten regiert und seit dem Ende des 8. Jahrhunderts immer wieder von angrenzenden Staaten erobert.
Als jedoch Kachetien nach der Eroberung Heretiens drohte, auch Innerkartlien einzunehmen, bat dessen Fürst den König von Tao-Klardschetien, Dawit III., um Hilfe, der darauf Innerkartlien besetzte, ohne dass die Kachetier eingriffen. Sein Sohn Bagrat III. wurde so 975 König von Georgien (als Herrscher Tao-Klardschetiens), Innerkartliens und 978 auch König von Egrisi-Abchasien. Sein Vater blieb König von Tao. Somit war Georgien größtenteils vereint. Als Dawit III. 1001 starb, fiel Südtao einer Vereinbarung nach an Byzanz, Nordtao ging nach dem Tode Gurgens von Klardschetien 1008 ganz im georgischen Königreich auf. 1008 eroberte Bagrat III. auch Kachetien-Heretien und vereinigte so alle christlichen georgischen Staaten.

## Kampf um die Einheit und Türkenzeit

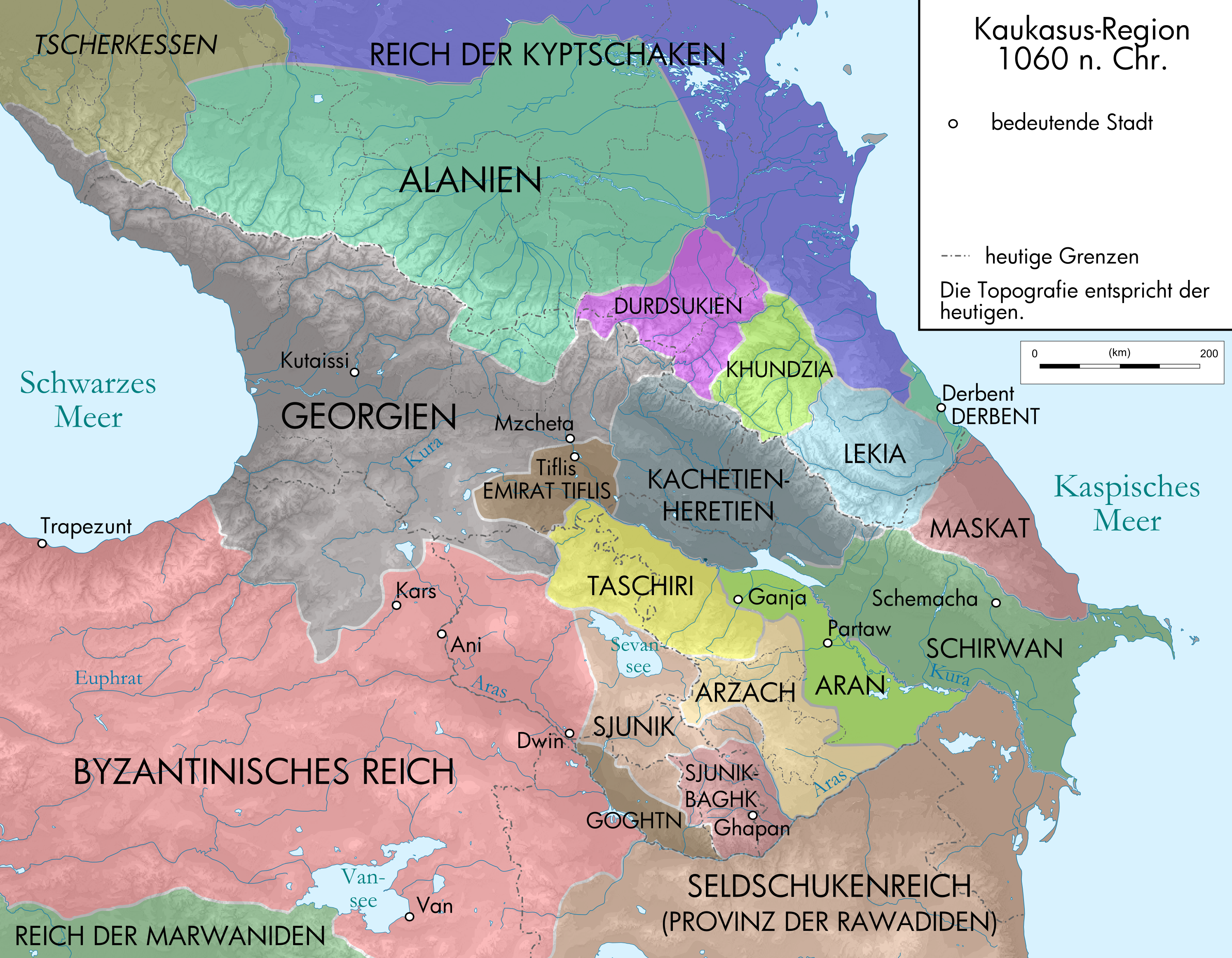
Georgien vor dem Einfall der Seldschuken

Der Nachfolger Bagrats, Giorgi I., wollte auch Südtao mit Georgien vereinen und führte daher einen Feldzug gegen Byzanz, der jedoch fehlschlug. Dies nutzten die Adligen von Kachetien-Heretien aus und trennten dieses Gebiet wieder von Georgien. Daraufhin versuchten alle georgischen Könige, Kachetien-Heretien wieder zu erobern. Bagrat IV. gelang es in den 1060er-Jahren fast; er besetzte das Gebiet bis zum Oberlauf des Alasani, doch fielen dann 1064 die Seldschuken ein und verbündeten sich mit dem kachetischen König Aghsatani, der die Georgier wieder vertreiben konnte. Die Seldschuken nahmen Achalkalaki ein, drangen aber wegen des großen Widerstandes nicht weiter ins Land ein. Dennoch gab es große Flüchtlingsströme aus den südlichen Landesteilen in die angrenzenden Gebiete, weil die Seldschuken von Ani aus mehrfach plündernd durch das Land zogen. Daraufhin eroberte Bagrat Bardawi von den Armeniern zurück.
Im Jahr 1068, als Bagrat IV. wieder einmal fast ganz Kachetien erobert hatte, fielen erneut die Seldschuken ein und verbündeten sich mit den Kacheten, dem Emirat von Tblisi und den Armeniern. Die vereinigte Armee verwüstete Kartlien und drang dann nach Westen vor. Nach Erfolgen der Allianz in Imeretien musste die Armee wegen des harten Winters wieder abziehen. Auf dem Rückweg nahmen die Seldschuken Tblisi und Rustawi ihren Emiren und gaben es Fadlon, dem Herrscher von Gandscha. Daraufhin eroberte Bagrat mit Hilfe der Alanen erst Tblisi, das er den Emiren zurückgab, und danach auch Gandsa. Die geschwächten Seldschuken reagierten darauf nur mit Tributforderungen, die Bagrat diplomatisch überging.
Als Bagrat IV. 1072 starb, folgte ihm Giorgi II. Bald darauf verschworen sich die Fürsten des Reiches gegen ihn. Der Eristawi der Swanen fiel in Egrisi ein, ein anderer verbündete sich mit den Kachetiern und besetzte das Ksani-Gebiet. Niania Kwabulisdse besetzte Kutaisi und raubte den Staatsschatz. Nachdem der König die Aufständischen besiegt hatte, bestrafte er sie nicht, sondern begnadigte und beschenkte sie, um so Unterstützung gegen die Seldschuken zu gewinnen. Doch im nächsten Jahr erhoben sich die Fürsten wieder gegen den König und verbündeten sich 1074 auch mit den Seldschuken. Daraufhin half der kachische König Aghsartani Georgi II. und vertrieb die Seldschuken nach der Schlacht von Parzchisi. Er zog dann weiter nach Süden und eroberte fast ganz Südtao bis zur Festung Kari von den Byzantinern sowie die Festung Anakopia in Westgeorgien und vereinigte sie mit dem georgischen Königreich.
Daraufhin fielen die Seldschuken 1080 erneut in Georgien ein und verwüsteten und plünderten das Land. Damit begann die „große Türkenzeit“. Die Seldschuken fielen jedes Jahr im Frühling in Georgien ein, raubten, mordeten und ließen ihr Vieh dort weiden, bis sie im Herbst wieder abzogen. Die Städte verfielen und die Wirtschaft brach zusammen. Auch nach der georgischen Kapitulation 1083 und Tributzahlungen ließen die Seldschuken nicht von ihren Raubzügen ab. 1089 verschlimmerte ein Erdbeben die Situation. Als die Fürsten Giorgi II. im selben Jahr nahelegten, den Thron abzugeben, setzte dieser seinem sechzehnjährigen Sohn Dawit die Königskrone auf.

## Das „Goldene Zeitalter“

### David der Erbauer

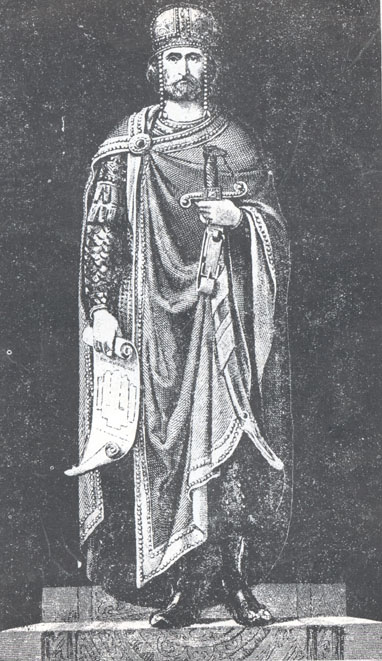
David der Erbauer, in der rechten Hand der Plan des Gelati-Klosters

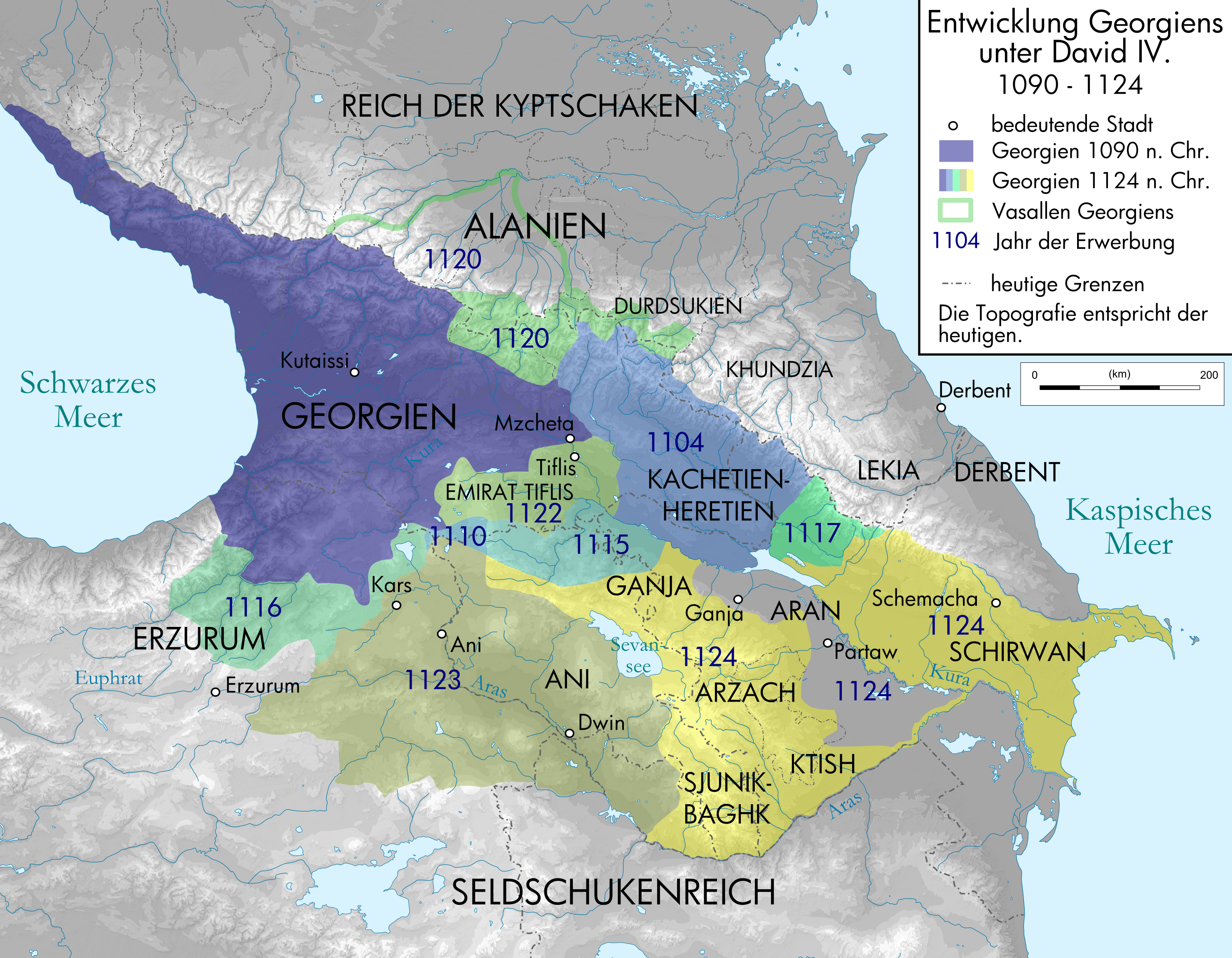
Ausbreitung Georgiens unter David IV. dem Erbauer

David IV., auch der Erbauer genannt, sammelte Streitkräfte, die ihm loyal dienten, und griff mit diesen in einem Kleinkrieg immer wieder die Seldschuken an. Er setzte den Seldschuken stark zu, sodass sie Kartlien kaum mehr kontrollieren konnten, und gab der Bevölkerung so wieder mehr Mut. Der Eristawi von Kldekari, Liparit Baghwaschi, plante eine Verschwörung gegen ihn, wurde aber 1093 gefangen. Da er seine Tat bereute, wurde er begnadigt. Als er zwei Jahre später aber wieder konspirierte, wurde er nach Byzanz ausgewiesen. Nach dessen Tod gliederte Dawit Kldekari in seinen persönlichen Besitz ein und schwächte damit die Fürsten. Ebenso verfuhr er mit anderen Gegnern. Dadurch wagten die Fürsten bald keinen Aufstand mehr.
Auch führte Dawit eine Kirchenreform durch, säuberte diese so von seinen Gegnern und ordnete sie seiner Politik unter. Dafür schenkte er dem Klerus Land und förderte den Bau von neuen Kirchen und Klöstern. Außerdem wurden der Staatsapparat reformiert, indem das Amt des Uchezesni (Wesir) als Minister des Königs eingeführt wurde, das Gerichtswesen erneuert und ein Geheimdienst eingerichtet. Dieser unterrichtete Dawit von den Vorgängen in seinem Königreich und im Ausland. Durch eine Militärreform sollte die Disziplin im Heer wiederhergestellt werden und die Soldaten erhielten neue Ausrüstung und eine bessere Ausbildung. Zudem wurden harte Disziplinarmaßnahmen eingeführt. Die Armee wurde in drei Einheiten aufgeteilt, die Königsgarde, die Garnisonstruppen der Städte und Festungen und das eigentliche Heer. Durch die Ansiedlung von 40.000 chasarischen Familien aus dem Norden kamen zusätzliche Söldner ins Land. Somit verfügte der georgische König über ein Heer von 60.000 Mann und einer Garde von 5.000, dazu kamen die Truppen der Fürsten und Söldner aus dem Nordkaukasus.
Nachdem der Erste Kreuzzug und die inneren Zwistigkeiten die Seldschuken geschwächt hatten, stellte Dawit die Tributzahlungen an die Seldschuken ein. Seit dieser Zeit tragen die georgischen Könige auch keine byzantinischen Titel mehr, da Byzanz, nach den Angriffen der Seldschuken und Kreuzritter, keine Bedeutung mehr in der Region besaß. Nach erfolgreichen Angriffen Dawits auf Kachetien-Heretien stürzten die Fürsten Heretiens ihren Herrscher selbst, sodass das Land 1104 kampflos mit dem übrigen Georgien vereint wurde. Im selben Jahr schlossen sich die islamischen Staaten Georgiens unter dem Atabeg von Gandscha gegen Georgien zusammen. Dawit besiegte ihre Armee 1105 in der Schlacht bei Erzuchi. 1110 eroberte Dawit die Stadt Samschwilde in Niederkartlien, danach Dserna und den Rest Niederkartliens, das ehemalige Emirat Tiflis, bis auf seinen östlichen Teil und Tiflis. Die Türken fielen daraufhin erneut in Georgien ein, wurden aber geschlagen. 1115 nahm Dawit auch den östlichen Teil Kartlis um Rustawi ein und vertrieb die Türken 1116 aus Tao.
Der Schah von Schirwan verbündete sich 1117 mit den Seldschuken, sodass Dawit gegen ihn Krieg führen musste. Zuerst eroberte er die Festungen Kaladsor und Qabala, später stieß er ins Landesinnere vor und gewann Derbent als Verbündeten. Nachdem der Schah in einer Schlacht gegen Derbent gefallen war, unterwarf sich sein Nachfolger Georgien. Danach wollte Dawit die Türken endgültig aus Georgien vertreiben und versuchte, die letzten seldschukischen Festungen um Tiflis einzunehmen. Er besiegte das türkische Heer – eine Übermacht von 300.000 Mann – in der Schlacht am Didgori. Danach konnte auch Tiflis, die letzte Hochburg der Türken, 1122 eingenommen werden. Seitdem ist Tiflis Hauptstadt Georgiens.
Nachdem Sultan Mahmud II. 1123 Schirwan erobert hatte, forderte er Georgien auf, Tribut zu zahlen. Darauf zog Dawit gegen Schirwan, wo das seldschukische Heer stationiert war, und eroberte es sowie bald darauf auch Derbent, wo er 1124 ein Heer der Kurden, Chasaren und Dagestaner schlug. Dann eroberte er die Burg Birit in Schirwan, das in sein Reich eingegliedert wurde. Gleichzeitig drangen georgische Truppen im Süden bis zur armenischen Hauptstadt Ani vor, wo georgische Truppen stationiert wurden. Das ehemalige armenische Königreich Schirak wurde an Georgien angegliedert.
Im Norden eroberte Dawit die Befestigungen in der Darial-Schlucht und errichtete neue Burgen an den Kaukasuspässen. Der Einfluss Georgiens auf die Völker nördlich des Kaukasus weitete sich aus und auch ihre Christianisierung schritt voran. Dawit war tolerant gegenüber anderen Völkern und Religionen, der muslimischen Bevölkerung von Tiflis wurden sogar Privilegien zuteil, da diese den Handel wesentlich bestimmte. Er verstand sich jedoch auch als Verteidiger der christlichen Staaten gegen den Islam, wie er es auf Münzen prägen ließ.

### Demetre und Giorgi III.
Dawits Sohn Demetre wurde bereits zu Lebzeiten seines Vaters zum König Georgiens gekrönt, um keine Zweifel an der Thronfolge aufkommen zu lassen. Seitdem wurde dies im Königreich Georgien immer so gehandhabt. Unter Demetre wurde das georgische Territorium erneut erweitert, zunächst musste er sich jedoch Angriffen der Türken erwehren und 1125 Dmanisi von ihnen zurückerobern. 1128 nahm er die Stadt Chunani ein. 1130 führte der Schah-i Arman von Ahlat einen Feldzug gegen Georgien, weil der König von Ani zur georgischen Seite übergetreten war, wurde aber von Demetre zurückgeschlagen. Nordarmenien, das seit 1126 unter Fadlon IV. von Georgien wieder unabhängig war, besetzte auch Gandscha und Dwin, wurde aber ein Vasall Demetres. Von 1153 bis 1154 unterstützte Georgien daher auch Armenien gegen den Saltuqiden-Emir von Erzurum, der 1161 in georgische Gefangenschaft geriet und gegen ein Lösegeld von 100.000 Dinar wieder freigelassen wurde.
Auch Schirwan war wieder unabhängig geworden, und Demetre wollte es und Aran erneut erobern. 1139 zog er gegen Gandscha in Aran und eroberte es. Doch 1143 ging es nach einem Krieg als Mitgift an einen türkischen Emir, da der Sultan Demtres Tochter Rusudan als Frau bekam. Nach einer Auseinandersetzung mit den Türken 1129 bis 1130 um Schirwan wurde dieses geteilt, wobei der westliche Teil an Georgien ging, der östliche müsste diesem Tribut zahlen. Auch Derbent war weiterhin georgischer Vasall, eine weitere Tochter Demetres die Frau des dortigen Königs. 1150 kam es zu einem Aufstand der Fürsten, die ihre alte Macht wiederherstellen wollten, als Demetre nicht seinen ältesten Sohn Dawit, sondern seinen jüngsten Georgi als Thronerbe benannte. Demetre schlug den Aufstand nieder, doch fünf Jahre später gelang ein zweiter Aufstand unter seinem Sohn Dawit V. Als dieser aber bereits sechs Monate später starb, wurde sein Vater erneut König, regelte seine Nachfolge zugunsten Giorgis und bestrafte die aufständischen Fürsten.
Unter ihm ging der Konflikt um Armenien weiter, welches er 1161 erneut besetzte. Zunächst setzte er den Emir Sadun als Statthalter ein, doch verriet ihn dieser, sodass er hingerichtet wurde. Als neuer Statthalter wurde Sargis Mchargrdseli eingesetzt. Die Seldschuken schmiedeten daraufhin ein Bündnis gegen Georgien mit den Ahlat-Schahs sowie den Emiren von Erzerum und Diarbekir, doch wurde ihre Armee von den Georgiern geschlagen und Giorgi griff Erzurum an und besiegte dessen Emir. 1163 kam es auch zu einem Aufstand in Aserbaidschan, bei dem die Schahs Erfolg hatten und gegen Ani zogen. Doch drang daraufhin Giorgi in Aserbaidschan ein und zwang die Türken zu einer Einigung. So wurde Ani 1165 wieder ein islamischer Staat als georgischer Vasall. Doch zehn Jahre später gliederte Giorgi Ani in sein Reich ein, der Feldzug der Seldschuken als Reaktion darauf wurde zurückgeschlagen. 1173 führte Georgien einen Feldzug gegen Derbent, das Schirwan angegriffen hatte, und übergab einen Teil Derbents an Schirwan.
Giorgi reformierte die Strafverfolgung, in dem harte Strafen eingeführt wurden, aber auch der Beweis der Schuld gefordert wurde, und förderte wie seine Vorgänger die Wirtschaft. Zudem nahm er der georgischen Kirche das Privileg der Steuerfreiheit, gab es nach einem Aufstand aber wieder zurück. Auch unter Giorgi gab es 1177 einen Fürstenaufstand. Doch auch dieser wurde niedergeschlagen und die Verschwörer grausam bestraft.

### Königin Tamara

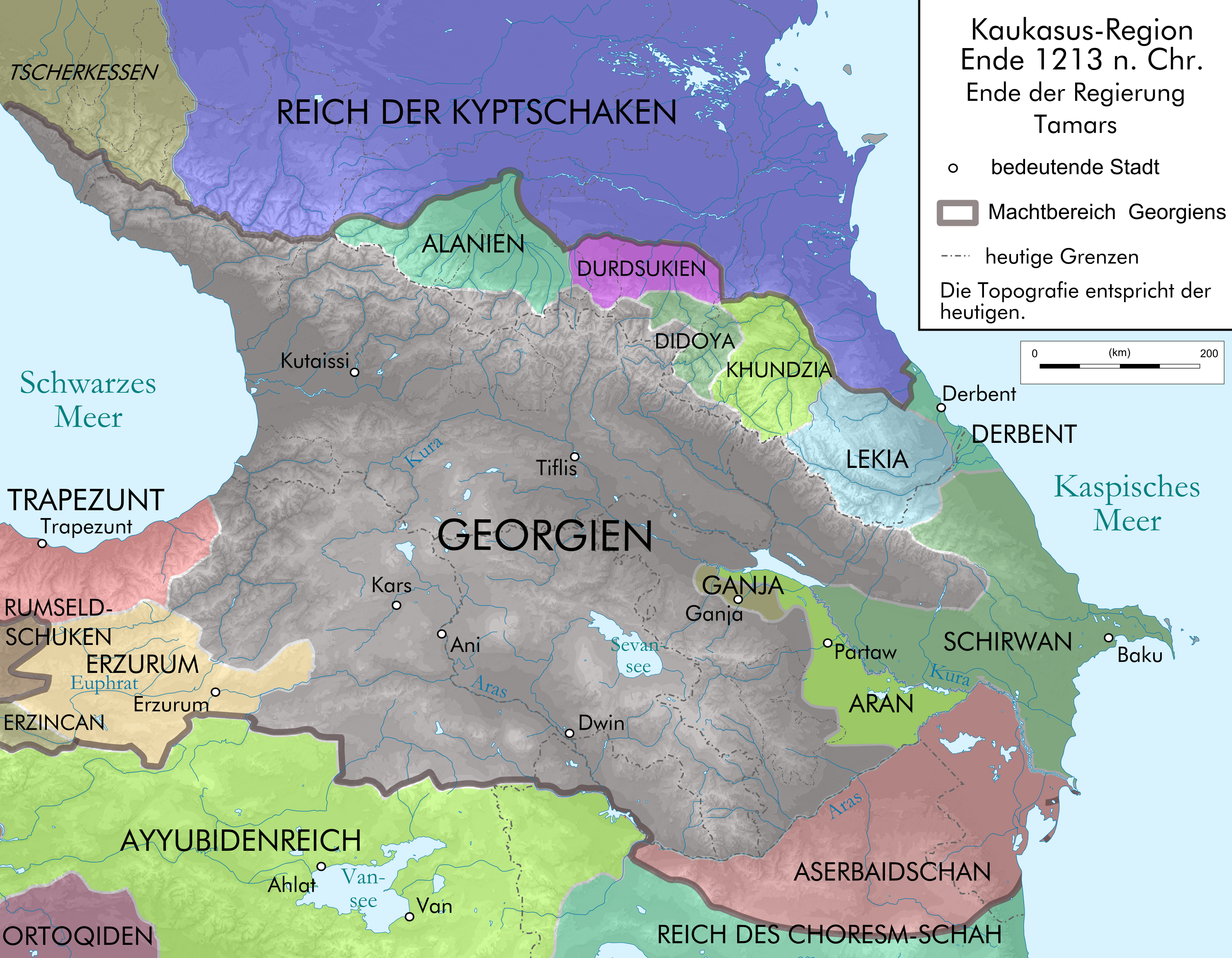
Georgien zum Ende der Regierung Tamars

Nach Giorgi bestieg seine Tochter Tamara 1184 den georgischen Thron. Sie war bereits 1178 als Mitregentin eingesetzt worden. Unter Königin Tamara erreichte Georgien seine kulturelle, politische und wirtschaftliche Blüte. Auch sie musste sich zunächst gegen den Adel durchsetzen. Gab sie zunächst noch nach, ließ sie später einzelne Verschwörer festnehmen und provozierte fast einen Bürgerkrieg, den sie jedoch mit Diplomatie verhindern konnte. Dennoch hinterließ sie Georgien innerlich geschwächt. 1185 heiratete Tamar Jurij Bogoljubskij, den ehemaligen Fürsten von Wladimir-Susdal. Doch zwei Jahre danach wurde dieser der Sodomie beschuldigt und verbannt, die kinderlose Ehe geschieden. Nachdem die Türken von mehreren Seiten ins Land eingefallen und besiegt worden waren, drangen die Georgier selbst nach Süden nach Kari und Karnipor vor. Es folgten Feldzüge nach Dwin, Persien, Gelakun und Gandscha.
1188 heiratete sie Dawit Soslan, den Sohn des Herrschers der Alanen. 1191 aber kehrte Jurij Bogoljubskij zurück, um seine Macht wiederzuerlangen und die westgeorgischen Fürsten verbündeten sich mit ihm. Bei Getuni wurde das Heer der Aufständischen geschlagen und Bogoljubskij erneut verbannt. Nachdem Tamar 1193 einen Thronfolger geboren hatte, unternahmen die Georgier mehrere Feldzüge nach Bardawi, Karnu, Qarqar und Gandscha. Als Antwort darauf sammelte der Atabeg von Aserbaidschan eine Allianz gegen Georgien, die 1195 bei Schamkor vernichtend geschlagen wurde. Die Georgier eroberten Schamkor, Gandscha, Bidshnisi und Dwin. Als die Stadt Kari fiel, drohte der Sultan von Rum Tamar, er werde in ihr Land einfallen. Doch 1203 gelang es den Georgiern, das zahlenmäßig überlegene Heer des Sultan Suleiman II. zu schlagen.
1204 nutzten die Georgier die Schwäche Byzanz’, das von den Kreuzfahrern während des vierten Kreuzzuges erobert worden war, und besetzten das byzantinische Gebiet südlich des Schwarzen Meeres. Dort gründeten sie das Kaiserreich Trapezunt als georgischen Vasallen, auf den Thron setzten sie den Komnenen Alexios, der in Georgien Schutz gesucht hatte.
Wenige Jahre später wurde ein Einmarsch der Truppen des Emirs von Ardabil in das Gebiet um Ani zurückgeschlagen und Ardabil besetzt. Ebenfalls 1210 wagten die Georgier einen großen Feldzug nach Persien, bei dem sie über Täbris bis nach Gurgan vordrangen und mit umfangreicher Beute zurückkehrten. Danach fand ein Aufstand der Pchower und Didoer, Vasallen im nordöstlichen Gebirgsland, statt, der blutig niedergeschlagen wurde. 1213 starb Tamar in ihrer Sommerresidenz Agara. Am Ende ihrer Regentschaft zählten Schirwan, Alanien, Aran, Nordkaschgien, Durdsukien, Didoya und Khundzia zu den georgischen Vasallen, Aserbaidschan, Ersinki und Erzerum waren tributpflichtig.

### Giorgi IV. Lascha
Nachdem die Königin Tamara gestorben war, bestieg ihr Sohn Giorgi IV. Lascha den Thron. Sofort stellte Gandscha seine Tributzahlungen ein. Doch nach einer Belagerung der Stadt gab der Herrscher nach und unterwarf sich erneut Georgien. Auch die Aufstände der südlichen Vasallen 1219 konnten niedergeschlagen werden.
1220 kam es zum ersten Kontakt mit den Mongolen, die von der Krim über Aserbaidschan nach Süden zogen. Das georgische Heer wurde besiegt, jedoch zogen die Mongolen weiter nach Persien. Auch nach einer erneuten Niederlage der Georgier, bei der die Mongolen bis Tiblis vordrangen, zogen sich die Mongolen aus Georgien wieder zurück. Doch gingen in Folge die östlichen Vasallenstaaten verloren. Als sie 1221 nochmals versuchten, Georgien zu erobern, konnten sie keinen eindeutigen Sieg erringen und zogen sich von Georgien über Derbent nach Norden zurück. Giorgi IV. Lascha starb 1222.

## Mongolenzeit

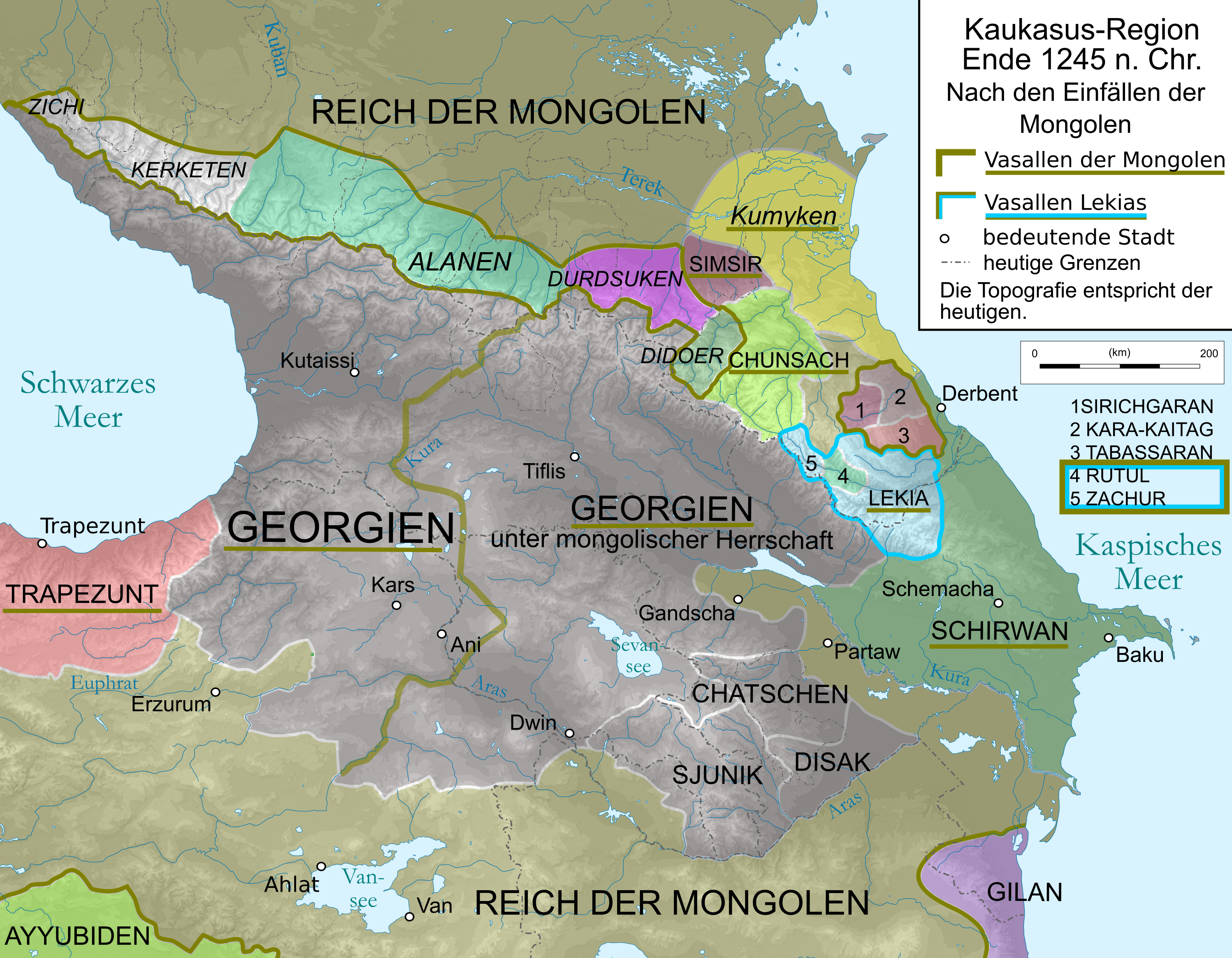
Georgien 1245 unter der Herrschaft der Mongolen.

Nach Giorgis Tod regierte seine Schwester Rusudan, da sein Sohn David noch zu jung war. Im ersten Jahr ihrer Herrschaft zogen die Chasaren, von den Mongolen aus dem Nordkaukasus verdrängt, nach Süden und eroberten Derbent und Schirwan. Als Rusudan ihnen verwehrte, in Georgien zu siedeln, zogen sie erfolgreich gegen Qabala und Gandscha und verwüsteten die östlichen georgischen Grenzgebiete. Nachdem sie mit reicher Beute abgezogen waren, wurden sie von den Georgiern verfolgt und besiegt. Danach versuchten die Georgier, ihre Macht wieder zu festigen und eroberten 1222 Bailaqan, 1223 Surmar in Armenien und 1225 belagerten sie erfolglos Gandsa.
Nachdem das Reich der Choresm-Schahs von den Mongolen zerschlagen worden war, floh dessen Sohn Dschalal ad-Din Mengübirti nach Westen und eroberte 1225 Aserbaidschan. Danach zog er gegen das reiche Georgien, dessen Heer er bei der Schlacht von Garnisi in Armenien besiegte. Nach weiteren Siegen der Choresmier zogen sich die georgischen Adligen hinter das Lichi-Gebirge nach Westgeorgien zurück. Im März 1226 eroberte Dschalal ad-Din Tiflis und zum Ende des Jahres war ganz Ost- und Südgeorgien unter seiner Kontrolle. Nachdem er aber in Ahlat eine Niederlage erlitten hatte, konnten die Georgier Tiflis 1227 zurückerobern, aber nicht halten, als die choresmischen Truppen zurückkehrten. Auch konnten diese dann Ahlat einnehmen. Da aber 1228 die Mongolen erneut von Osten vordrangen, brach die Macht Dschalal al-Dins zusammen und Ostgeorgien wurde wieder mit dem Rest Georgiens vereint.
Als die Mongolen 1235 Gandscha eroberten und gegen Georgien zogen, flohen König und Adel erneut nach Kutaissi in Westgeorgien. Der Osten fiel den Mongolen fast kampflos in die Hände, im Westen aber herrschte weiter Rusudan. 1242 wurde ein Friedensvertrag zwischen den Mongolen und der georgischen Königin Rusudan geschlossen. Damit war Ostgeorgien zwar noch Teil des georgischen Königreiches, jedoch auch von den Mongolen besetzt und kontrolliert. Westgeorgien war zur Zahlung von jährlich 50.000 Perpera verpflichtet und musste die Mongolen bei Kriegszügen unterstützen. Die Fürsten aber behielten ihre Land und wurden von den Mongolen privilegiert, der Hof zog wieder nach Tiflis und Dawit wurde als Nachfolger Rusudans anerkannt. Innerhalb des mongolischen Reiches war Georgien der „Wilayet Gurdshistan“, an der Spitze der mongolischen Verwaltung in Georgien stand Arghun Agha. Die Mongolen trieben hohe Steuern ein verpflichteten ein Fünftel der wehrfähigen Männer zum Dienst in ihrem Heer. Die Wirtschaft brach zusammen und es kam zu großer Armut und Unzufriedenheit. Nach Rusudans Tod 1245 folgte zunächst kein König, die Mongolen regierten das Land selbst. 1246 setzten sie Dawit Ulu und Dawit Narin als Könige ein. Bereits 1246 gab es von Seiten der Fürsten erste Versuche, die Mongolenherrschaft abzuschütteln, doch schlugen diese wegen des schnellen Reagierens der Mongolen fehl. 1249 wurde ein zweiter Aufstand unter Beteiligung von Dawit Ulu vorbereitet, doch auch diesen konnte die Mongolen verhindern.
Ab 1254 gehörte Georgien zum Ilchanat. 1259 begann erneut ein Aufstand unter Dawit Narin. Da dieser Aufstand ebenso fehlschlug, floh Dawit Narin nach Abchasien, wo die Fürsten ihn zum König Abchasiens ausriefen. Auch der Aufstand seines Bruders Dawit Ulu im folgenden Jahr wurde trotz anfänglicher Erfolge niedergeschlagen. Dawit Ulu konnte sich noch ein Jahr in Samzche halten und folgte dann seinem Bruder nach Abchasien. Dadurch aber entzog sich Westgeorgien gänzlich dem mongolischen Einfluss. Dawit Ulu kehrte jedoch bald wieder zurück und wurde König von Georgien als Vasall des Il-Chans. In der folgenden Zeit kam es zu zahlreichen Kriegen zwischen dem Il-Chanat und der Goldenen Horde im Norden, in denen Georgien stark mitgenommen wurde. Während mongolischer Überfälle floh die Bevölkerung meist in nahe gelegene Höhlen, in denen Schutzräume bereits zur Türkenzeit angelegt worden waren. In solchen lagerte auch der Staatsschatz.
Ein Aufstand unter Dawit VIII. (1293–1311) schlug ebenso fehl, aber das Il-Chanat begann zu dieser Zeit schon seine Macht über Georgien zu verlieren. Giorgi V. (1314–1346) gelang es 1327 endgültig, die Mongolenherrschaft abzuschütteln und Georgien wieder zu vereinen. Auch das Kaiserreich Trapezunt wurde wieder georgischer Vasall. Seit 1386 aber kam es erneut zu Einfällen von Türken und den Mongolen unter Tamerlan, die dem Königreich zusetzten, sodass es etwa 1453 in Anarchie unterging.
Später entstanden aus dem georgischen Königreich drei Königreiche (Imeretien, Kachetien und Kartli) sowie fünf Fürstentümer (Abchasien, Gurien, Mingrelien, Samzche, Swanetien).

## Gesellschaft, Kultur und Wirtschaft
Nach dem Niedergang unter den Seldschuken entfaltete sich erstmals unter Dawit dem Erbauer eine rege Bautätigkeit. Zudem ließ er im Kloster Gelati eine Akademie einrichten, an der unter anderem Ioane Petrizi und Arsen Iqaltoeli wirkten. Es wurde Theologie, Grammatik, Philosophie, Rhetorik, Astronomie, Arithmetik, Geometrie und Musik gelehrt. Es wurden auch viele weitere Kirchen, Klöster und auch Brücken und Straßen errichtet.
Unter Demetre wurden die Grenzgebiete und ländlichen Regionen gefördert, die von den Seldschuken verwüstet waren. So wurden auch viele Bauern neu angesiedelt.
Das Königreich Georgien befand sich in der Zeit des Hochfeudalismus, es gab fast keine freien Bauern mehr, fast alle waren in großer Abhängigkeit zu ihren Fürsten. Die technischen Bedingungen der Landwirtschaft aber waren gut, in vielen Regionen wurden die Felder mit Kanälen bewässert, es wurde Getreide, Wein, Obst und Gemüse angebaut. In der Hochzeit des Königreichs erlebten Handwerk und Handel einen Aufschwung, wodurch die Städte an Bedeutung gewannen. Exportiert wurden vor allem Weizen, Wein, Wolle, Pferde, Textilien, Schmuck und Töpferwaren.
In einigen Regionen des Landes gab es Wasserleitungen, die Klöster oder Dörfer mit Wasser versorgten.
Die von David dem Erbauer eingeführten Ämter des Uchezesni, mit Ministern vergleichbar, blieben auch nach seiner Regierungszeit erhalten. So gab es unter anderem einen Polizeiminister (Mandaturt-Uchuzesi), einen Finanzminister (Metschurtschlet-Uchuzesi) und einen Majordomus (Msachurt-Uchuzesi). Die Schärfe der Urteile der Gerichte schwankte stark; waren unter Giorgi III. Blenden und Verstümmeln übliche Strafen, so waren sie unter Tamar sehr selten. Todesstrafen gab es unter ihr keine. Als lange gültiges Gesetzesbuch wurde zu Beginn des 11. Jahrhunderts das Mzire Sdshulis Kanoni von Eptwime Mtazmidelis eingeführt. Darin wird zur Bedingung einer Strafe auch verlangt, dass eine Person die Tat „schuldhaft“ verübt habe. Folter ist keine bekannt und seit Bagrat IV. wurden bei Prozessen auch juristische Sachverständige hinzugezogen.
Die Kirchen und Klöster hatten großen Anteil am geistigen Leben des Landes, so besaßen viele Klöster auch eigene Schulen. In diesen wurden vor allem Theologie, Kirchengesang und georgische Schrift gelehrt, die für Geistliche wichtigen Fächer. Für Adelige Kinder wurde Hausunterricht angeboten. Zudem gab es mehrere Hochschulen, die bedeutendste war das Kloster Gelati. Später wurde die Akademie von Iqalto eingerichtet, möglicherweise gab es eine dritte Hochschule in Gremi. An den Hochschulen wurde Geometrie, Arithmetik, Musik, Rhetorik, Grammatik, Philosophie und Astronomie unterrichtet. In Gelati wurde auch Medizin unterrichtet, wofür eigens ein Krankenhaus eingerichtet wurde. Des Weiteren wurden viele georgische Klöster im Ausland unterstützt, so in Zypern, Syrien, Palästina und auf dem Sinai. Diese trugen insbesondere zum georgischen Schrifttum bei, vor allem durch Übersetzungen. Das Kloster auf dem Berg Athos unter Giorgi Mtazmideli war das bedeutendste Kloster außerhalb Georgiens. Nach der Eroberung Jerusalems durch Saladin 1187 eingenommen wurde, setzte sich Königin Tamar erfolgreich für eine Rückgabe der Besitztümer und Ländereien der georgischen Klöster in Palästina ein. Aus der Zeit ihrer Regierung gibt es auch zahlreiche Schriftfunde, die belegen, dass die Kenntnis der Schrift in den Städten weit verbreitet und kein Privileg der oberen Schichten mehr war.
Im 11. Jahrhundert wurde in Mzcheta der Swetizchoweli-Dom neu errichtet, einer der bedeutendsten Kirchenbauten in Georgien. Es war der Sitz des Katholikos, dem Oberhaupt der georgischen Kirche. Weitere bedeutende Kirchbauten aus der Zeit des georgischen Königreichs sind die Samtawissi-Kathedrale, der Alawerdi-Dom nahe Telawi und der Bagrati-Dom in Kataissi. Später wurden den Dom von Gelati sowie viele weitere kleinere Kirchen, einige davon wurden von Adeligen errichtet, die sich dorthin zurückzogen. Höhlenklöster entstanden in Dawit Garedscha, Wahaniskwabi und Wardsia.
Es wurde eine Vielzahl an neuen Festungen und Burgen angelegt, meist an topografisch günstig gelegenen Orten.
Die Malerei wurde vor allem in den Kirchen gepflegt und orientierte sich zunächst an Syrien und Palästina, nach dem 11. Jahrhundert mehr an Byzanz. Im 11. und 12. Jahrhundert war geprägt von Monumentalität. Die Figuren waren überlebensgroß, die Proportionen aber natürlich. Es entstanden mehrere regionale Schulen: Die Schule von Tao-Klardschetien, die durch Kirchenfresken bekannt ist, fällt durch eine Festlichkeit im Malstil auf. Dagegen stellt die Malerei von Dawit Garedscha (Dawit Garedschi) vor allem einfache Aspekte des Lebens, vor allem des Klostergründers Dawit, dar. Die Malschule von Swanetien und Ratscha bevorzugte die Krieger Giorgi und Tewdore als Motive. Zum 13. Jahrhundert hin wird der Dekoration und dem Hintergrund mehr Zeit gewidmet und auch Darstellungen historischer Persönlichkeiten treten auf.
Durch den Neubau und die Förderung von Kirchen kam es auch zu einem Aufschwung des Kunsthandwerks und der Goldschmiedekunst. Auch wurden in den Klösters mehr und mehr Kalligraphen und Buchillustratoren beschäftigt.
Bedeutende Schriftsteller und Dichter des georgischen Königreichs waren Giorgi Mtazmideli, Eprem Mzire, Nikolos Gulaberisde und Ioane Schawteli. Mose Choneli verfasste im 12. Jahrhundert den Ritterroman Amirandaredshaniani, der großen Einfluss auf nachfolgende Werke hatte. Ebenfalls in diesem Jahrhundert entstand Wisramiani, ein Liebesroman von Sargis Tmogweli, dessen persische Urfassung von Gorgani um 1050 stammt. Um 1200 entstand Der Recke im Tigerfell (auch Der Recke in Pantherfell) von Schota Rustaweli. Viele weitere Romane und Lieder wurden zu dieser Zeit geschrieben, daneben entstanden Werke der Geschichtsschreibung wie Sumbat Dawitisdses Das Leben der Bagratiden. Jedoch sind nur wenige davon erhalten.
In der georgischen Philosophie, die sich im Königreich zu entwickeln begann, entstanden zwei Strömungen. Die von Eprem Mzire und Ioane Petrizi vertretene betrachtete die Welt im Dualismus von Himmel und Erde, während die andere, unter anderem von Arsen Iqaltoeli vertretene, die Erscheinungen in ihrer Einheit begriff und den Wert des Irdischen und des Menschen achtete. Bedeutende philosophische Werke sind Eprem Mzires Übersetzung der Quelle des Wissens von Johannes von Damaskus und Ioane Petrizis Stufenleiter der Tugenden sowie das Dogmatikon, eine Zusammenfassung von Übersetzungen byzantinischer Schriften von Arsen Iqaltoeli.
In der Mongolenzeit wurden viele Klöster verlassen und verfielen, viele Schriften gingen in dieser Zeit verloren. Als einziges Werk aus der Mongolenzeit ist eine Beschreibung der Geschichte Georgiens von Giorgi Lascha bis Giorgi dem Glänzenden erhalten.